# Meteoroid Technology Satellite
Meteoroid Technology Satellite o MTS, también conocido como Explorer 46, fue un satélite artificial de la NASA lanzado el 13 de agosto de 1972 mediante un cohete Scout desde la base de Wallops Island.
La misión de MTS era la de medir las tasas de penetración de meteoroides en un objetivo expuesto y obtener datos sobre la velocidad y distribución del flujo de meteoroides. El cuerpo central del satélite medía 320 cm de largo y portaba los experimentos de impacto, estando los objetivos dispuestos alrededor del satélite y haciendo que su anchura fuese de 701,5 cm.